# Bolsa de Valores de Taiwan
A Taiwan Stock Exchange Corporation (TWSE; Chines:臺灣證券交易所; pinyin:Táiwān Zhèngquàn Jiāoyì Suǒ) é uma instituição financeira localizada em Taipei, Taiwan. A TWSE foi criada em 1961 e começou a operar como uma bolsa de valores em 9 de Fevereiro de 1962. É regulado pela Comissão de Supervisão Financeira (FSC).